# Quận Deschutes, Oregon
Quận Deschutes (IPA: [də ʃuts]) là một quận nằm trong tiểu bang Oregon. Năm 2000, dân số là 115.367. Quận được thành lập năm 1916 từ một phần của Quận Crook và tên của nó được đặt theo tên Sông Deschutes là con sông do người thợ bẫy thú Canada gốc Pháp đặt vào đầu thế kỷ 19. Nó là một phần của Vùng thống kê đô thị Bend, Oregon. Quận lỵ là Bend.

## Kinh tế
Trong thập niên 1990, Quận Deschutes đã trải qua thời kỳ phát triển nhanh nhất hơn bất cứ quận nào tại Oregon phần lớn là nhờ vào sự cơ sở sẵn có cho các hoạt động giải trí quanh năm, và vị trí của nó nằm gần nhất trung tâm dân số của phần lớn vùng trung tâm Dãy Núi Cascade. Ngoài du lịch, các ngành kỹ nghệ chính yếu trong quận là lâm nghiệp, nông trại và nông nghiệp—phần lớn là trồng khoai tây. Lâm Vụ Hoa Kỳ làm chủ 51% đất đai trong địa giới quận.

## Địa lý
Theo Cục Điều tra Dân số Hoa Kỳ, quận có tổng diện tích là 7.912 km² (3.055 mi²). Trong số đó có 7.817 km² (3.018 mi²) là đất và 95 km² (37 mi²) hay 1,20% là nước.

### Các quận giáp ranh
- Quận Jefferson - (bắc)
- Quận Crook - (đông)
- Quận Harney (đông nam)
- Quận Klamath - (nam)
- Quận Lake - (nam)
- Quận Lane - (tây)
- Quận Linn - (tây bắc)

## Lịch sử
Ngày 13 tháng 12 năm 1916, Quận Deschutes được thành lập từ phần phía nam của Quận Crook. Bend là quận lỵ từ khi thành lập quận.

## Các cộng đồng

### Các thành phố hợp nhất
- Bend
- La Pine
- Redmond
- Sisters

### Các cộng đồng chưa hợp nhấtvà nhữngnơi ấn định cho điều tra dân số
- Brothers
- Deschutes River Woods
- Sunriver
- Terrebonne
- Three Rivers